# Haut-Rhin
Haut-Rhin ( fransk udtale ?) er et fransk departement i regionen Alsace. Hovedbyen er Colmar, og departementet har 708.025 indbyggere (1999). Området udgør fra 1. januar 2021 sammen med Bas-Rhin mod nord Collectivité européenne d'Alsace.
Der er 4 arrondissementer, 17 kantoner og 366 kommuner i Haut-Rhin.